# Павло Чубинський (монета)
«Павл́о Чуби́нський» — ювілейна монета номіналом 2 гривні, випущена Національним банком України. Присвячена Павлу Чубинському — етнографу, фольклористу, поетові, громадському та культурному діячеві, автору Гімна України «Ще не вмерла України…». Павлу Платоновичу по праву належить одне з найпочесніших місць у плеяді гродмадських і наукових діячів другої половини XIX ст., завдяки титанічним зусиллям котрих стало можливе національне відродження України. Він один з основоположників української етнографічної науки очолював етнографічні експедиції з вивчення України, Білорусі та Молдови.
Монету введено в обіг 14 січня 2009 року. Вона належить до серії «Видатні особистості України».

## Опис та характеристики монети
| Номінал грн. | Метал      | Маса, грам | Діаметр, мм. | Якість виготовлення       | Гурт     | Тираж, штук |
| ------------ | ---------- | ---------- | ------------ | ------------------------- | -------- | ----------- |
| 2            | нейзильбер | 12,8       | 31           | спеціальний анциркулейтед | рифлений | 35 000      |

### Аверс
На аверсі монети угорі розміщено малий Державний Герб України, праворуч і ліворуч від якого — стилізований рослинний орнамент, у центрі — композиція, що символізує етнографічні дослідження науковця — народні музичні інструменти, гетьманські клейноди тощо, над якою напис — «НАЦІОНАЛЬНИЙ/ БАНК/ УКРАЇНИ», унизу — «2/ ГРИВНІ/ 2009» та логотип Монетного двору Національного банку України.

### Реверс
На реверсі монети зображено портрет Чубинського в орнаментальному обрамленні та розміщено напис — «ПАВЛО ЧУБИНСЬКИЙ» (угорі півколом), роки життя — «1839» (ліворуч), «1884» (праворуч).

## Автори

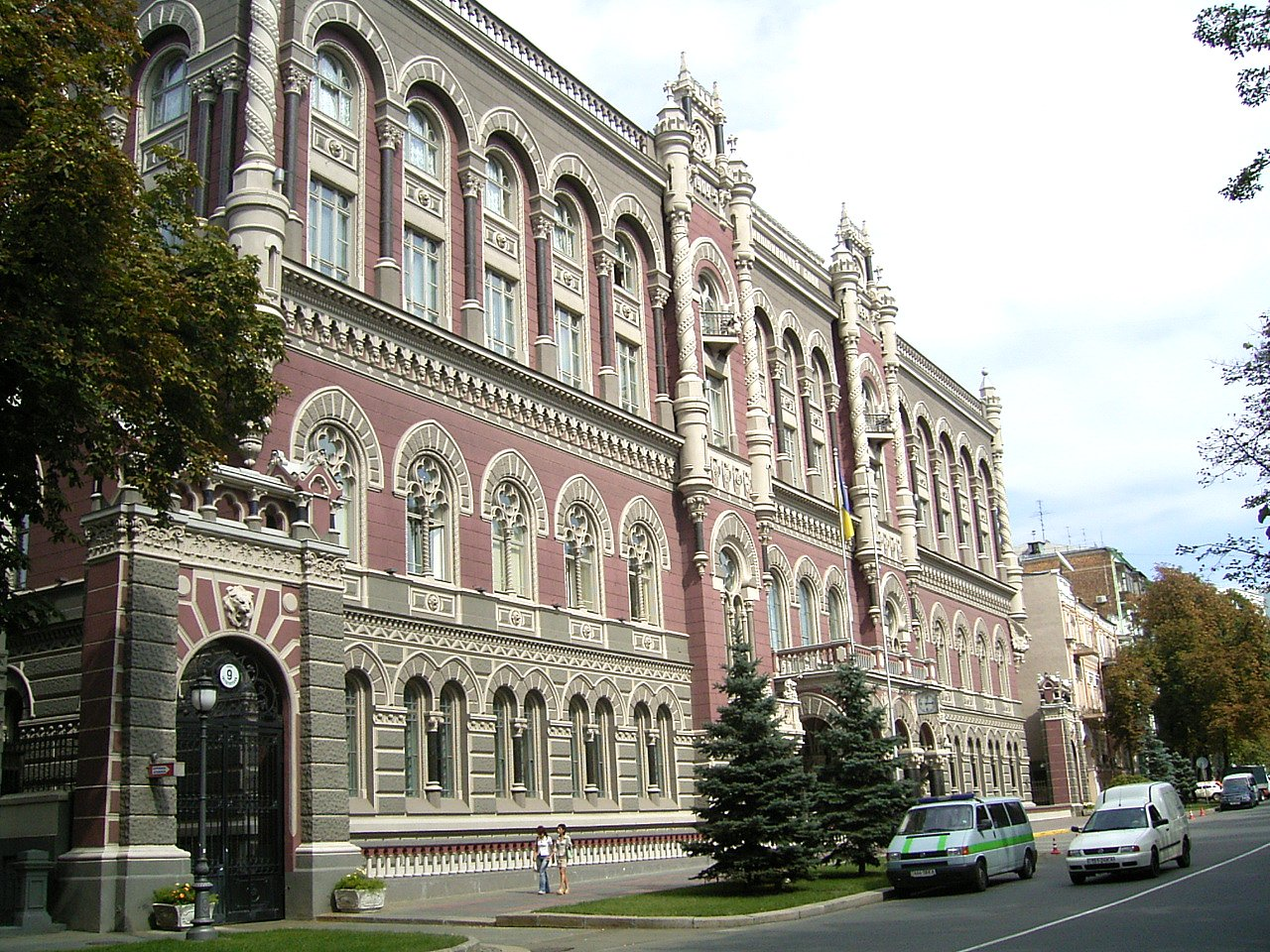
Будівля Національного банку України

Художник та скульптор — Атаманчук Володимир.

## Вартість монети
Ціна монети — 15 гривень, була зазначена на сайті Національного банку України 2011 року.
Фактична приблизна вартість монети з роками змінювалася так:
| Рік        | 2010 | 2011 | 2012 | 2013 | 2014 | 2015 | 2016 | 2017 | 2018 | 2019 | 2020 | 2021 | 2022 | 2023 | 2024 | 2025 |
| ---------- | ---- | ---- | ---- | ---- | ---- | ---- | ---- | ---- | ---- | ---- | ---- | ---- | ---- | ---- | ---- | ---- |
| Ціна, грн. | 17   | 20   | 25   | 25   | 25   | 30   | 35   | 45   | 50   | 55   | 55   | 55   | 65   | 120  | 150  | 165  |